# Масленникова Галина Іванівна
Галина Іванівна Масленникова (1930 — ?) — українська радянська діячка, голова Кам'янського райвиконкому Черкаської області, секретар Черкаського обласного комітету КПУ.

## Життєпис
Член КПРС. Освіта вища.
На 1966—1967 роки — в.о. голови, голова виконавчого комітету Кам'янської районної ради депутатів трудящих Черкаської області.
До 2 серпня 1972 року — заступник голови виконавчого комітету Черкаської обласної ради депутатів трудящих.
2 серпня 1972 — 1980 року — секретар Черкаського обласного комітету КПУ з питань соціально-економічному розвитку.
Подальша доля невідома.